# Samarium(III)-fluorid
Samarium(III)-fluorid (SmF3) ist ein Salz des Seltenerd-Metalls Samarium.

## Gewinnung und Darstellung
Samarium(III)-fluorid kann durch Reaktion von Samarium(III)-oxid mit Fluorwasserstoff gewonnen werden.
{\displaystyle \mathrm {Sm_{2}O_{3}+6\ HF\longrightarrow 2\ SmF_{3}+3\ H_{2}O} }

## Eigenschaften
Bei Raumtemperatur nimmt Samarium(III)-fluorid die orthorhombische β-YF3-Struktur mit der Raumgruppe Pnma (Raumgruppen-Nr. 62) ein. Die Gitterkonstanten sind a = 666,9 pm, b = 705,9 pm und c = 440,5 pm. Oberhalb von 495 °C nimmt es die trigonale LaF3-Struktur mit der Raumgruppe P3c1 (Raumgruppen-Nr. 165) ein. Hier sind die Gitterkonstanten a = 707 pm und c = 724 pm.